# Émile Haraszti
Émile Haraszti (né Emil ; Nagyvárad, 1er novembre 1885 – Paris, 27 décembre 1958) est un musicologue, critique musical et auteur français né hongrois. Il a été directeur du Conservatoire musique de Budapest et chercheur à l'université de Budapest, mais a vécu une grande partie de sa vie en France et a publié en français. Il est un des grands spécialistes et une autorité sur Franz Liszt.

## Biographie
Haraszti naît dans la petite ville de Nagyvárad alors hongroise – et qui deviendra roumaine après la Première Guerre mondiale. Sa famille est solidement ancrée dans la culture française : sa grand-mère maternelle est française, son père, Jules, est l'auteur d'un livre en français sur André Chénier et d'une biographie de Molière en hongrois, et sa mère a traduit du hongrois les contes de Perrault.
Il étudie le piano avec Albert Geiger et la composition avec Edmund Farkas, puis poursuit ses études à Vienne, Berlin et ses études de musicologie à Leipzig et Paris. Il passe son doctorat en 1907.
Il collabore aux revues de Budapest (Pesti Hírlap, Zenevilág). En 1910, à l'âge de 25 ans, il publie un article sur le compositeur polonais Frédéric Chopin : Chopin és George Sand. Plus tard, en 1956, il publie un autre article sur Chopin : L'élément latin dans l'œuvre de Chopin, un autre sur Wagner et la Hongrie (1916). Tous ces textes n'ont jamais été traduits en français. En 1917, il est professeur au Conservatoire de Budapest (histoire de la musique et musicologie),, puis directeur de l'institution de 1918 à 1927,. Il est également responsable du département musique de la Bibliothèque nationale (1917). En 1920, il est chargé de la réorganisation du conservatoire avec Aurelian Kern ; dans ce cadre, il organise des concerts de musique ancienne composés notamment de premières en Hongrie d'œuvres de Janequin, Rameau, Lully et Grétry.
En 1928, il est envoyé en tant que fonctionnaire d'ambassade à Paris. Il se consacre à la recherche dans les archives et les bibliothèques. À la demande d'André Pirro, il écrit un petit livre sur la musique hongroise, paru en 1933. À l'été 1936, Haraszti publie un essai en deux parties sur Franz Liszt, intitulé Liszt à Paris, dans La Revue musicale, à laquelle il collabore depuis 1929. En 1937, il publie Deux Franciscains : Adam et Franz Liszt, et en décembre, la même année, paraît Le problème Liszt. L'essai, qui est une exploration en profondeur de la musicalité de Liszt, établit Haraszti comme l'un des grands savants spécialistes de Liszt de sa génération,.
Il s'installe définitivement à Paris après 1943, devenant une figure légendaire dans le milieu parisien de la musicologie.
Haraszti est célèbre pour avoir critiqué le compositeur Béla Bartók pour son manque d'intérêt pour la musique hongroise, le décrivant comme « devenant un apôtre de la musique tchèque, roumaine et slovaque, ». Il est l'auteur d'un livre sur Bartók, Béla Bartók: His Life and Works, traduit en anglais en 1938. Il écrit également un livre, toujours publié en français, La Musique hongroise. Bartók n'avait que dédain pour la petite biographie de Haraszti et le traitait d'idiot.
Le domaine de prédilection de Haraszti était centré sur Liszt, et ses recherches sur le musicien ont apporté beaucoup de nouvelles idées et d'informations sur le sujet, affirmant, en s'appuyant une documentation détaillée des relations de Liszt avec Marie d'Agoult et Carolyne de Sayn-Wittgenstein, que le romantisme français — plutôt que la culture austro-allemande — a eu une influence déterminante sur sa musique. Il était cependant curieux de l'histoire de la musique hongroise, de la musique française et il s'est particulièrement intéressé aux relations entre la musique hongroise de la Renaissance et du XIXe siècle.

## Écrits

### Monographies
- (hu) Hubay Jenő : élete és munkái [« La vie et l'œuvre de Jenő Hubay »], Budapest, Singer és Wolfner Kiadása, 1913, 336 p. (lire en ligne)
- (hu) Bartók Béla, Budapest, coll. « Kortársaink » no 8, 1930, 56 p. (OCLC 34298257)
- (hu) A zenei formák története [L'histoire des formes musicales], Budapest, Magyar Szemle Társaság,  1930, 79 p. (OCLC 909390543)
- La musique hongroise, Paris, H. Laurens, coll. « Musiciens célèbres », 1933, 126 p. (OCLC 7019185, BNF 32221997)
- (hu) A tánc története [Histoire de la danse] Budapest, 1938, 78 p. (OCLC 81669563)
- (en) Béla Bartók: his life and works, Paris, Éditions de l'Oiseau-Lyre, 1938, 104 p. (OCLC 728971780)
- Franz Liszt  (introduction d'André Schaeffner), Paris, Éditions A. et J. Picard, 1967, 306 p. (OCLC 527900, BNF 33038233)

### Articles
- (hu) « A faji elem Grieg zenéjében » [« L'élément racial dans la musique de Grieg »], Budapesti szemle, no 146,‎ 1911, p. 79-109
- Liszt à Paris, Revue de Hongrie, vol. 11 no 2, 1913, p. 370-378
- (hu) Wagner Rikárd és Magyarország [Wagner et la Hongrie], Budapest, 1916
- (hu) Daliás idők muzsikája [Musique des temps de vaillance militaire] – avec A. Kern ; Budapest, 1918
- Le problème du leitmotiv, La Revue musicale, vol. 4 no 10, août 1923, p. 35-87 (OCLC 843353711)
- (de + hu) Schallnachahmung und Bedeutungswandel in der Instrumentenkunde mit Rücksicht auf die ungarische Organographie, Budapest, 1928
- Un grand luthiste du XVIe siècle : Valentin Bakfark, Revue de musicologie[13], vol. 10, 1929, p. 159-176
- La question tzigane-hongroise dans l’histoire de la musique, IMSCR I, Liège, 1930, p. 140-145 (OCLC 43350770j)
- « La reine Marie de Hongrie et son Ungarescha », Revue de musicologie, vol. 11,‎ , 1930, p. 176–194 (DOI 10.2307/925293)
- Sigismond Bathory, prince de Transylvanie et la musique italienne d’après un manuscrit de 1595 à la BN de Paris, Revue de musicologie, vol. 12, 1931, p. 190-213
- Les Esterházy, Revue de musicologie, nos 127–130, 1932, p. 85–94
- Fétis, fondateur de la musicologie comparée, Acta musicologica, vol. 4, 1932, p. 97–103
- Zoltán Kodály, Nouvelle Revue de Hongrie, I. 1933 p. 150 sqq.
- Zoltán Kodály et ses œuvres, présentés, Texte de présentation pour une émission radiophonique (OCLC 844328631), (BNF 43039409)
- Cosima Wagner et la Marche de Rákóczi, Nouvelle Revue de Hongrie[14], I. 1933 p. 492 sqq.
- Liszt et la comtesse d’Agoult, Nouvelle Revue de Hongrie, II. 1933. p. 1050 sqq.
- Les rapports italo-transylvains de « Il Transilvano » de Girolamo Diruta, Mélanges de musicologie offerts à M. Lionel de La Laurencie, Paris, 1933 p. 73–84
- Notes musicologiques. Autour de Liszt, La Revue musicale, juin 1934 (OCLC 843353707)
- Jean-Benjamin de Laborde et la musique hongroise, dans Revue de musicologie, XVI, nos 54 et 55, mai et août 1935, p. 100-107 et 168-178 (BNF 43365468)
- Ernest Dohnányi et sa nouvelle pantomime : « Le Flambeau Sacré », Nouvelle Revue de Hongrie, II. 1935, p. 537 sqq.
- François Liszt et la Hongrie, Nouvelle Revue de Hongrie, II. 1935, p. 529 sqq.
- Un grand artiste disparaît, Nouvelle Revue de Hongrie, II. 1935, p. 562 sqq.
- Deux Franciscains : Adam et Franz Liszt, La Revue musicale, mai 1937
- Le Problème Liszt, Acta musicologica, vol. IX, fasc. 1 et 2, 1937-1938, p. 123-136 et 32-46 (OCLC 844328613)
- (de) Die Autorschaft der literarischen Werken Franz Liszts [La paternité des œuvres littéraires de Franz Liszt], Ungarische Jahrbücher, no 21, 1940, p. 173–236
- (hu) Zene és ünnep Mátyás és Beatrix idejében [Musique et festivités du temps de Matthias et Béatrice] ; Mátyás kiraly az énekes szinpadon [Le roi Matthias sur la scène lyrique], Mátyas Király emlekkönyv születésének ötazázéves fordulójára, éd. I. Lukinich, Budapest, 1940, ii, p. 289–412 et 489–522. Publié pour l'anniversaire du roi Matthias.
- Franz Liszt, écrivain et penseur. Histoire d'une mystification, Revue de musicologie, juillet 1943-1944, p. 19-28 ; 12-24 (OCLC 843353697)
  - (en) Franz Liszt – Author Dispite Himself The Musical Quaterly, vol. 33 no 4, octobre 1947, p. 490-516
- Chopin ; François Liszt, dans Norbert Dufourcq (dir.) et Robert Bernard, La musique des origines à nos jours, Paris, Larousse, 1946, 592 p. (OCLC 851442, BNF 37441761), p. 292–6, 297–302.
- Berlioz et la marche hongroise d'après des documents inédits, dans La Revue musicale 1946, 127 p.  (BNF 32221992)
- Zoltán Kodály et la musique hongroise, dans La Revue musicale, février 1947, p. 93-97 (OCLC 843353720)
- (en) Franz Liszt and Richard Wagner in the Franco-German War of 1870, avec B. Paillard, The Musical Quaterly, vol. 35, 1949, p. 386–411
- Pierre Bono luthiste de Mathias Corvin, Revue de musicologie, vol. 31, nos 89-92, 1949, p. 73-85 (OCLC 844328609)
- Les origines de l’orchestration de Franz Liszt, Revue de musicologie, vol. 31, 1952, p. 81-100
- Deux agents secrets de deux causes ennemies : Wagner et Liszt, Revue d’histoire diplomatique, lxvi, 1952, p. 223–244
- Les origines de l’orchestration de Franz Liszt, Revue de musicologie, vol. 31, 1952, p. 81–100
- La genèse des préludes de Liszt qui n’ont aucun rapport avec Lamartine, Revue de musicologie, vol. 32, 1953, p. 111-140
- Un romantique déguisé en tzigane, Revue belge de musicologie, no 7, 1953, p. 26-39 ; 69-94 (OCLC 844328626), (BNF 43039407)
- Les musiciens de Mathias Corvin et de Béatrice d’Aragon, La musique instrumentale de la Renaissance : Paris, CNRS, 1954, p. 35–59 (OCLC 1303742)
- La technique des improvisateurs et de langue vulgaire et de latin au Quattrocento, Revue belge de musicologie, no 9, 1955, p. 12–31
- Les lettres de Liszt à Marie Hohenlohe, Revue de musicologie, vol. 37, 1955, p. 93–101
- (de) Pierre-Louis Dietsch und seine Opfer (Arcadelt, Bellini, Liszt, Verdi, Wagner und Weber), Die Musikforschung, no 8, 1955, p. 39–58 lire en ligne
- L'Élément latin dans l'œuvre de Chopin, Chopin Jahrbuch, 1956, p. 36-84 (BNF 32221993)
- Le Romantisme, de la mort de Beethoven à Liszt, dans Précis de musicologie, par Jacques Chailley (dir.) 1958, p. 262-290 (OCLC 844328620)
- Trois faux documents sur Franz Liszt, Revue de musicologie, vol. 42, 1958, p. 193-216
- De la mort de Liszt à Debussy, dans Précis de musicologie, p. 291-306 (OCLC 844328590) Il s'agit de lettres de Liszt à Franck, Moussorgski et Schumann.
- Emil Haraszti, « Franz Liszt », dans Encyclopédie de la musique, François Michel (dir.) avec François Lesure, Vladimir Fédorov, Nadia Boulanger, etc., vol. 3, Fasquelle, 1961 (OCLC 299728211)
- Emil Haraszti, « Liszt », dans Roland Manuel (dir.), Histoire de la musique, t. 2, Paris, Éditions Gallimard, coll. « Encyclopédie de la Pléiade », 1963, 1878 p. (ISBN 2070104044, OCLC 852916, BNF 33042677), p. 533-570.
- Musicologie, science de l'avenir, p. 1549-1592, idem.
- La critique musicale, p. 1593-1632, idem.

Haraszti a participé à d'autres encyclopédies : Die Musik in Geschichte und Gegenwart (Bärenreiter, 25 articles) et Enciclopedia dello spettacolo (Le Maschere, vol. 2 à 5).